# Notts County Football Club
El Notts County Football Club es un club de fútbol inglés, de la ciudad de Nottingham, que juega sus partidos como local en el estadio Meadow Lane. Fue fundado en 1862, por lo que está considerado como uno de los clubes más antiguos del mundo.
Entre 1888-89 y 2018-19 jugaron un total de 4940 partidos de Football League —más que cualquier otro equipo inglés—. Los Magpies han jugado en la principal división del fútbol inglés durante varias temporadas. La más reciente fue en 1991-92, cuando jugaron en la vieja First Division. La próxima temporada el club jugará en la Football League Two, tras ganar los play-offs de ascenso de la National League.

## Historia
El Notts County es anterior a The Football Association y al principio jugó un partido con sus propias reglas. En el momento de su formación, el Notts County, como la mayoría de los equipos deportivos, se considera un «señor» club. Notts es considerado como uno de los pioneros del juego moderno y es el más antiguo de los clubes de fútbol profesional del mundo (hay mayores clubes profesionales en otros códigos del fútbol, y el Sheffield F. C., un club de aficionados fundada en 1857, es el club más antiguo que ahora juega fútbol).
El club inicialmente jugó en el Park Hollow en los terrenos del antiguo Nottingham Castle. En diciembre de 1864, se tomó la decisión de jugar partidos en el exterior, y se decidió que el club necesitaba encontrar un lugar más grande. Después de jugar en varios sitios, entre ellos el Castle Ground, las urracas se asentaron en Trent Bridge Cricket Ground en 1883. Sin embargo, cuando el puente de Trent estaba en uso para el cricket, el condado jugó partidos en el Castle Ground o de Pueblo Bajo del Nottingham Forest. En noviembre de 1872, el zaguero Ernest Greenhalgh de Notts County jugó para Inglaterra contra Escocia en el primer partido internacional, convirtiéndose así en primer jugador internacional del club.
Según el periódico Nottingham Guardian el Nottingham Football Club comenzó sus actividades un martes 25 de noviembre de 1862, cuando en Cremorne Gardens se llevó a cabo «un juego muy enérgico cuyo resultado final fue dos goles y dos rouges contra un gol y un rouge». No obstante, oficialmente, se formó en 1864 con el nombre Notts Football Club. Entre 1864 y 1888, se disputaron partidos amistosos contra otros clubes de Inglaterra y Escocia.
En la primera mitad de la década de 1880 el Notts fue uno de los mejores clubes en Inglaterra. En su auge, tuvo 8 jugadores internacionales de Inglaterra integrando su equipo. La primera participación en la FA Cup fue en 1877, competición en la que realizó buenas actuaciones, con pasajes de ronda, e incluso alcanzó las semifinales en 1883 y 1884.
En 1888, Notts County se convirtió en uno de los doce miembros fundadores de la Football League, condición de miembros que han mantenido hasta el día de hoy, por lo que han disputado más partidos de liga que cualquier otro club de la Football League.
En el año de 1894 el Notts County lograría su mayor gesta copera, siendo campeón de la FA Cup por primera y única vez en toda su historia. Venciendo por el camino al Nottingham Forest, accedería a la final que se disputó en Goodison Park donde ganarían por 4-1 a los Bolton Wanderers. Se recuerda la gran actuación del jugador Jimmy Logan que marcaría un hat-trick en la final y se convertiría  en el segundo jugador en lograr este hito en una final copera de la Football Association Challenge Cup.  

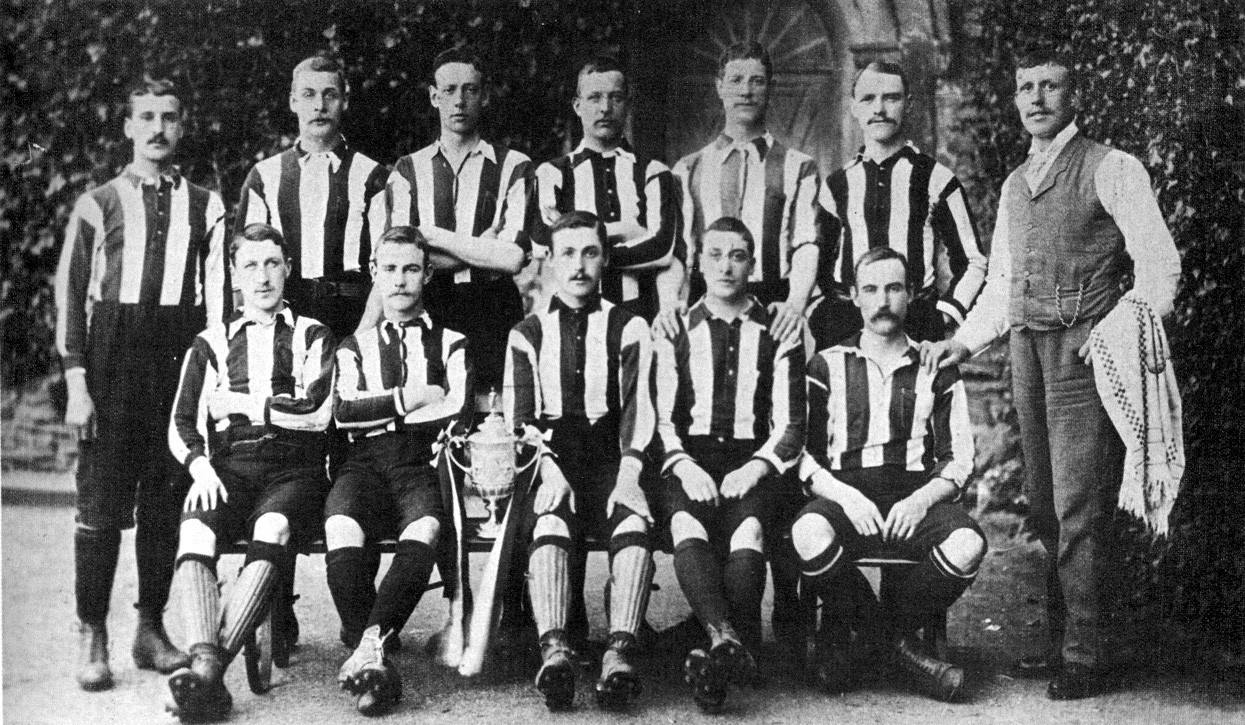
Equipo campeón de la FA Cup, posando con el título copero.

En 1903, la Juventus FC adopta los colores blanco y negro del Notts County, el club de fútbol profesional más antiguo del mundo.

## Rivalidades
El principal rival del Notts County es el Nottingham Forest, con quiénes disputan el Derby de Nottingham. La rivalidad comenzó a finales del siglo XIX cuando se empezó a disputar la Football League. Los fanáticos del Notts County ven a estos como sus principales rivales, además de que sus estadios están muy próximos, pero a su vez se ven menospreciados ya que ellos consideran al Derby County como su principal rival. Tiene rivalidad con Chesterfield FC aunque en menor medida que el anterior. El último tiempo surgió una rivalidad con el Mansfield Town debido a los recientes enfrentamientos en la League Two.

## Dirección Técnica
| Cargo                         | Nombre                 |
| ----------------------------- | ---------------------- |
| Mánager del equipo            | Shaun Derry            |
| Cuidador mánager              | Dave Kevan             |
| Entrenador del primer equipo  | Kevin Nolan            |
| Preparador de porteros        | Mark Crossley          |
| Fisioterapeuta                | Ryan Davis, Tom Hallas |
| Preparador físico             | Mike Edwards           |
| Gerente de juveniles          | Mick Leonard           |
| Entrenador del equipo juvenil | Michael Johnson        |

## Palmarés

### Torneos nacionales
- FA Cup (1): 1893–94[10]
- Finalista FA Cup: 1890-91

- Football League Championship o Antecesores (3): 1896-97, 1913-14, 1922-23
- Subcampeón Football League Championship: 1894-95, 1980-81
  - Ganador de los play-off: 1990-91.

- League One o Antecesores (2): 1930-31, 1949-50
- Subcampeón Football League One: 1936-37, 1972-73
  - Ganador de los play-off: 1989-90

- League Two o Antecesores (3): 1970-71, 1997-98, 2009-10
- Subcampeón Football League Two: 1959-60

### Torneos internacionales
- Copa Anglo-Italiana: 1994–95
- Subcampeón Copa Anglo-Italiana: 1993–94
- Subcampeón Copa Anglo-Escocesa: 1980–81[11]